# Varanus spenceri
Varanus spenceri là một loài thằn lằn trong họ Varanidae. Loài này được Lucas & Frost mô tả khoa học đầu tiên năm 1903.

## Hình ảnh

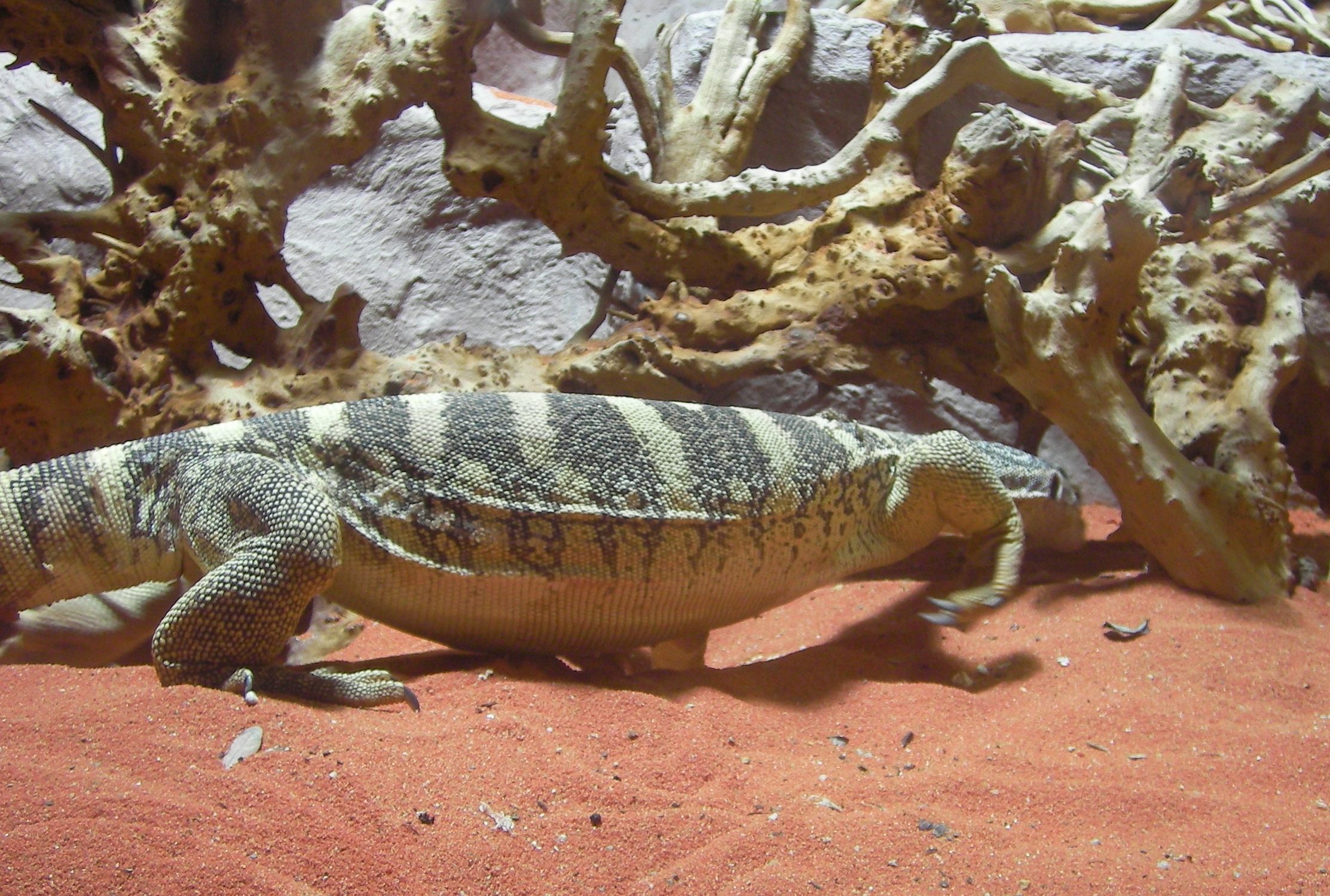
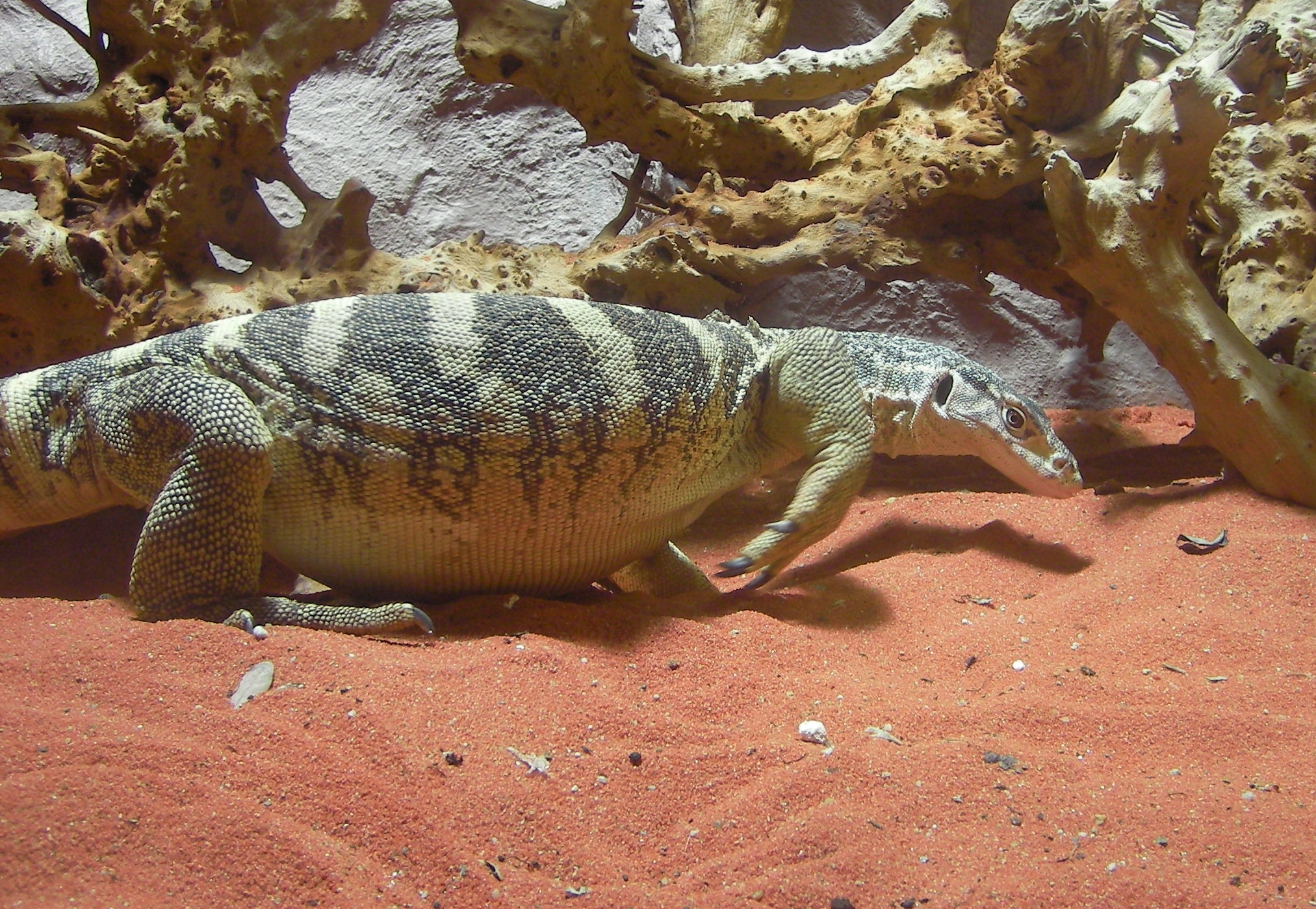
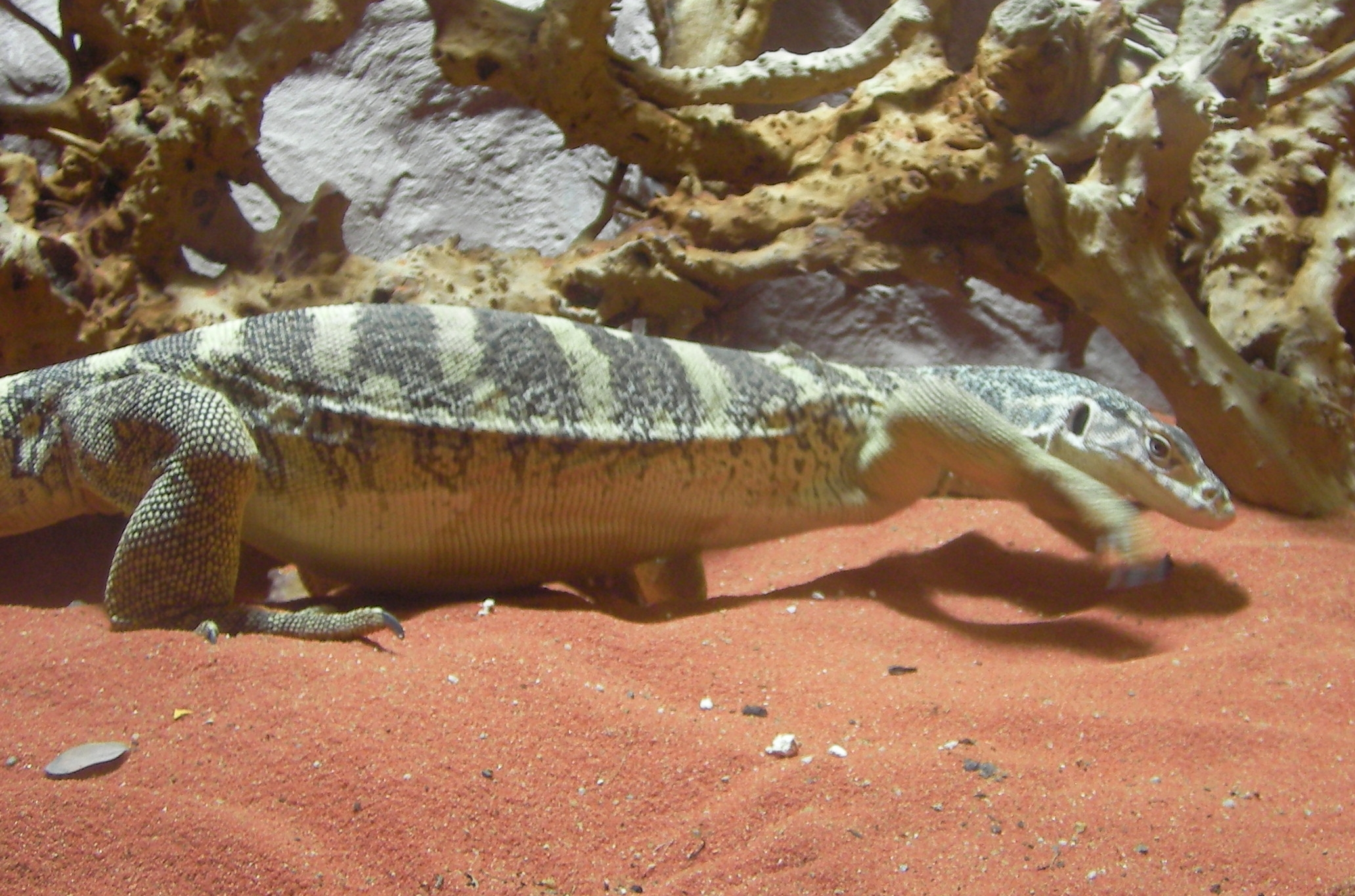